# Wendla Åberg
Wendla Gustafva Åberg, född 28 september 1791 i Stockholm, död 19 januari 1864 i Göteborg, var en svensk dansare och skådespelare. Hon var under sin tid en uppmärksammad scenartist utanför Stockholm och blev därefter en framgångsrik danslärare och lokalprofil i Göteborg. 

## Biografi
Wendla Åberg var dotter till Inga Åberg och Carl Gustaf von Stockenström. Hon och hennes mor var engagerade vid Sillgateteatern och Segerlindska teatern i Göteborg mellan 1812 och 1823, först tillhörande Johan Anton Lindqvists teatersällskap, som då uppträdde där, och från 1820 när hennes morbror Gustaf Åbergsson var teaterns direktör.  Hon var därefter medlem av Carl Wildners teatersällskap.
Åberg var under sin scenkarriär uppmärksammad som Göteborgs kanske mest framstående solodansös. Hon sågs också som en framstående skådespelare.  
Samtida kritiker sade om henne, i samband föreställningen Hittebarnet av Castelli: 
»Man kan af hennes spel i denna pjes, samt i Korsfararne döma, att vår scen, åtminstone icke på långliga tider, haft trenne så skickliga aktriser som fru Åbergsson och mamsellerna Haglund och Åberg."
Hon avslutade sin scenkarriär då hon 1825 bosatte sig i Göteborg och där annonserade ut sina tjänster som danslärare. Hon blev en välkänd lokalprofil i Göteborg, där hon fram till sin död var stadens främst danslärare för döttrarna inom Göteborgs borgarsocietet: ännu på 1850-talet var det sedvana att alla överklassdöttrar skulle läras upp i dans av Åberg innan de gjorde debut i sällskapslivet.